# NGC 2611
NGC 2611 é uma galáxia espiral (S) localizada na direcção da constelação de Cancer. Possui uma declinação de +25° 01' 40" e uma ascensão recta de 8 horas, 35 minutos e 29,1 segundos.
A galáxia NGC 2611 foi descoberta em 29 de Março de 1865 por Albert Marth.